# Hans-Dieter Döpmann

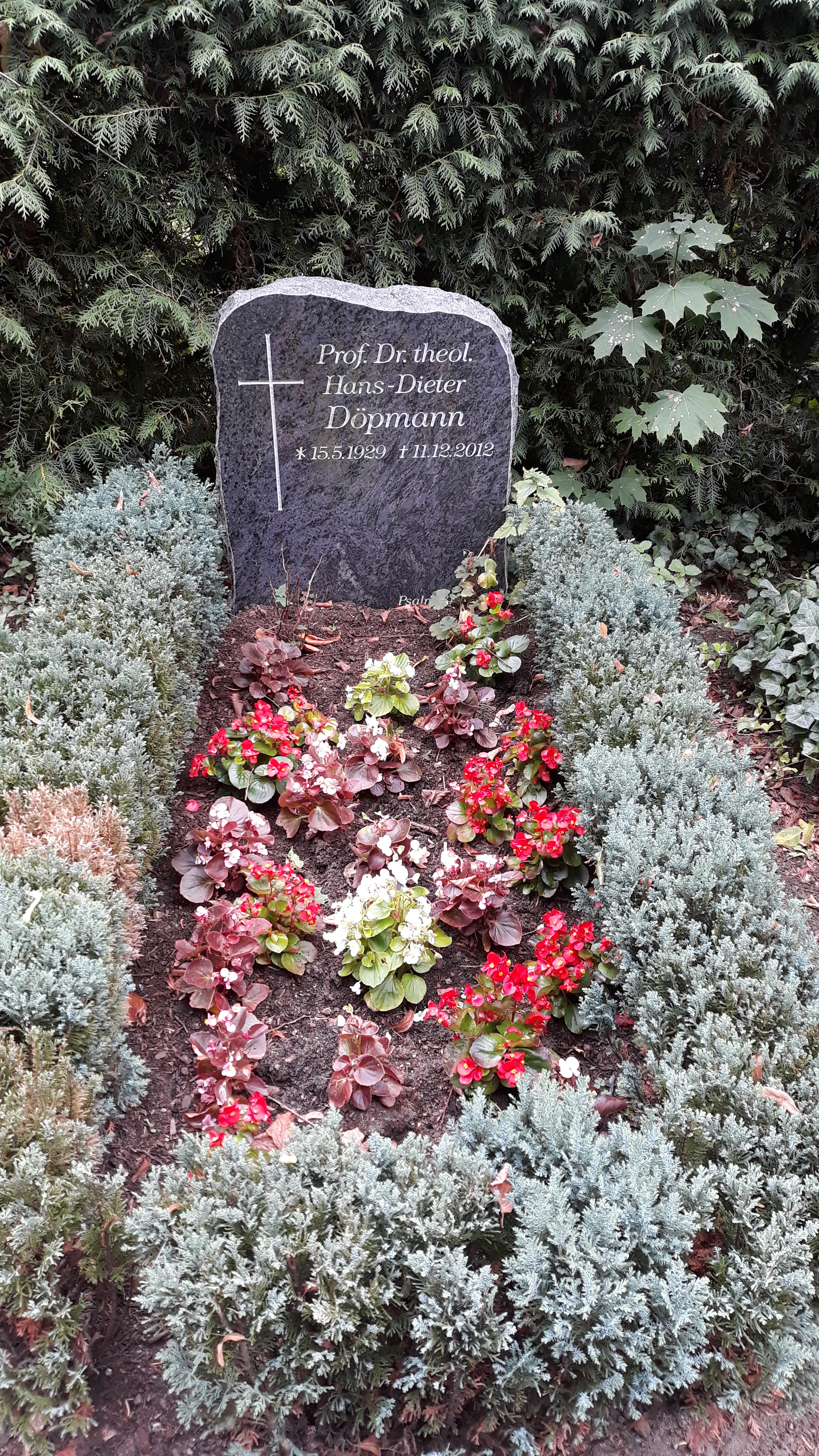
Das Grab von Hans-Dieter Döpmann auf dem Evangelischen Friedhof Buch in Berlin.

Hans-Dieter Döpmann (* 15. Mai 1929 in Bad Frankenhausen (Kyffh.); † 11. Dezember 2012 in Berlin) war ein deutscher evangelischer Theologe und Kirchenhistoriker.

## Leben
Hans-Dieter Döpmann wurde 1962 an der Humboldt-Universität zu Berlin promoviert, wo er sich drei Jahre später auch habilitierte. An der Evangelisch-Theologischen Fakultät der Humboldt-Universität lehrte er zunächst Kirchenkunde der Orthodoxie und ab 1983 bis zu seiner Emeritierung als ordentlicher Professor für Kirchengeschichte. Sein hauptsächlicher Forschungsgegenstand waren die orthodoxen Kirchen Russlands und Bulgariens.
Döpmann gehörte dem Vorstand der Deutsch-Bulgarischen Gesellschaft e. V. an, deren Ehrenmitglied er war. Für seine wissenschaftlichen Verdienste erhielt er 2003 das Patriarchalkreuz der Rumänisch-Orthodoxen Kirche und 2008 das Bundesverdienstkreuz am Bande.
Döpmann war seit 1950 Mitglied der Berliner CDU, wofür er am 19. Februar 2010 mit der Ehrennadel und einer Urkunde ausgezeichnet wurde. Er studierte ab 1949 Slawistik an der damaligen Brandenburgischen Landeshochschule in Potsdam bei Professor Hans Holm Bielfeldt, der ihn später an der Humboldt-Universität zu Berlin wiedersah.
Döpmann lebte in Berlin-Buch, wo er auch beigesetzt wurde.

## Veröffentlichungen (Auswahl)
- Das Staats- und Gesellschaftsdenken bei Josif Volockij und Nil Sorskij und ihr Einfluß auf die Entwicklung der moskovitischen Staatsidee (Diss.), Berlin 1962 (Teilabdruck: Der Einfluss der Kirche auf die moskowitische Staatsidee : Staats- und Gesellschaftsdenken bei Josif Volockij, Nil Sorskij und Vassian Patrikeev, Evangelische Verlagsanstalt, Berlin 1967)
- Die Bedeutung Bulgariens für die Trennung der östlichen und der westlichen Christenheit : Ein Beitrag zur Geschichte des Photianischen Schismas (Habil.), Berlin 1965
- Das alte Bulgarien : ein kulturgeschichtlicher Abriss bis zum Ende der Türkenherrschaft im Jahre 1878, Leipzig 1973
- Die russische orthodoxe Kirche in Geschichte und Gegenwart, 2. Aufl., Berlin 1981
- 1000 Jahre Russische Orthodoxe Kirche : ein Abriss ihrer Geschichte vom Heiligen Wladimir bis zur Gegenwart, Berlin 1988, ISBN 3-372-00154-0
- Die Ostkirchen vom Bilderstreit bis zur Kirchenspaltung von 1054, Leipzig 1991, ISBN 3-374-00017-7
- Kirche in Bulgarien von den Anfängen bis zur Gegenwart, München 2006, ISBN 3-932331-90-7
- Die orthodoxen Kirchen in Geschichte und Gegenwart, 2. Aufl., Frankfurt, Berlin, Bern u. a. 2010, ISBN 978-3-631-60449-6